# Remedios Varová
Remedios Varová (16. prosince 1908, Anglés, Katalánsko, Španělsko – 8. října 1963, Ciudad de México, Mexiko) byla španělsko-mexická surrealistická malířka. Přišla do Paříže jako uprchlík ze španělské občanské války. V Barceloně se setkala s Benjaminem Péretem, jehož manželkou byla v letech 1939 – 1947. (Už předtím byla v letech 1930-32 vdaná za malíře a anarchistu Gerarda Lizzarragu.) Během nacistické okupace Paříže byla nucena odejít do exilu a na konci roku 1941 se přestěhovala do Ciudad de México; ačkoliv Mexiko původně pokládala jen za přechodné útočiště, nakonec zůstala v Latinské Americe po celý zbytek života. Potrat, který v mládí podstoupila kvůli tíživým životním podmínkám, zapříčinil, že nemohla mít děti.
V Mexiku se setkala s tamními umělci, jakými byli například Frida Kahlo nebo Diego Rivera, ačkoliv nejtěsnější vztahy ji poutaly k dalším exulantům, především k Leonoře Carringtonové, se kterou přechodně žila v mileneckém vztahu. Svůj poslední vztah navázala s Walterem Gruenem, Rakušanem, který věřil jejímu talentu a podporoval ji, aby se mohla plně soustředit na malování. Zemřela na infarkt na vrcholu své umělecké dráhy.

## Dílo
Po roce 1949 Remedios Varová vytvořila svá zralá díla ve vlastním alegorickém, nezaměnitelném stylu, ovlivněna umělci jako byli Francisco Goya, El Greco, Pablo Picasso, Georges Braque, Hieronymus Bosch nebo Giorgio de Chirico. V Mexiku se rovněž seznámila s tradicemi předkolumbovských kultur. Z filosofického hlediska ji ovlivnili C. G. Jung, G. I. Gurdžijev, P. D. Uspenskij, Helena Blavatská, Mistr Eckhart a súfíové; fascinovaly ji legendy o Svatém Grálu, stejně jako posvátná geometrie, alchymie a I-ťing. V každém z těchto filosofických systémů viděla cestu jak ke sebevzdělání, tak k přetvoření vědomí.
Její tvorba na výstavách v Mexiku i USA stále přitahuje velkou pozornost.

## Ukázky obrazů
- 1955 Useless Science or the Alchemist Archivováno 9. 4. 2008 na Wayback Machine.
- 1955 Ermitaño meditando Archivováno 9. 4. 2008 na Wayback Machine.
- 1955 La Revelacion o el Relojero
- 1959 Exploration of the Source of the Orinoco River
- 1960 Woman Leaving the Psychoanalyst Archivováno 20. 9. 2008 na Wayback Machine.
- 1961 Embroidering the Earth’s Mantle
- 1962 Vampiros Vegetarianos
- 1963 Naturaleza Muerta Resucitado Archivováno 9. 4. 2008 na Wayback Machine.